# Culicoides sonorensis
Culicoides sonorensis is een stekende mug behorend tot de familie Ceratopogonidae. Culicoides sonorensis is een vector voor blauwtongvirussen (Orbivirus, familie Reoviridae BTV)